# Kłotno (osada leśna)
Kłotno (do 31 grudnia 2016 Kłótno) – osada leśna w Polsce położona w województwie kujawsko-pomorskim, w powiecie włocławskim, w gminie Baruchowo.
W latach 1975–1998 miejscowość położona była w województwie włocławskim.